# بوبيني - بابلو بيكاسو (مترو باريس)
بوبيني - بابلو بيكاسو (بالفرنسية: Bobigny – Pablo Picasso)‏ هي محطة مترو تابعة لمترو باريس تقع في فرنسا في بوبيني.[بحاجة لمصدر]

## معرض صور

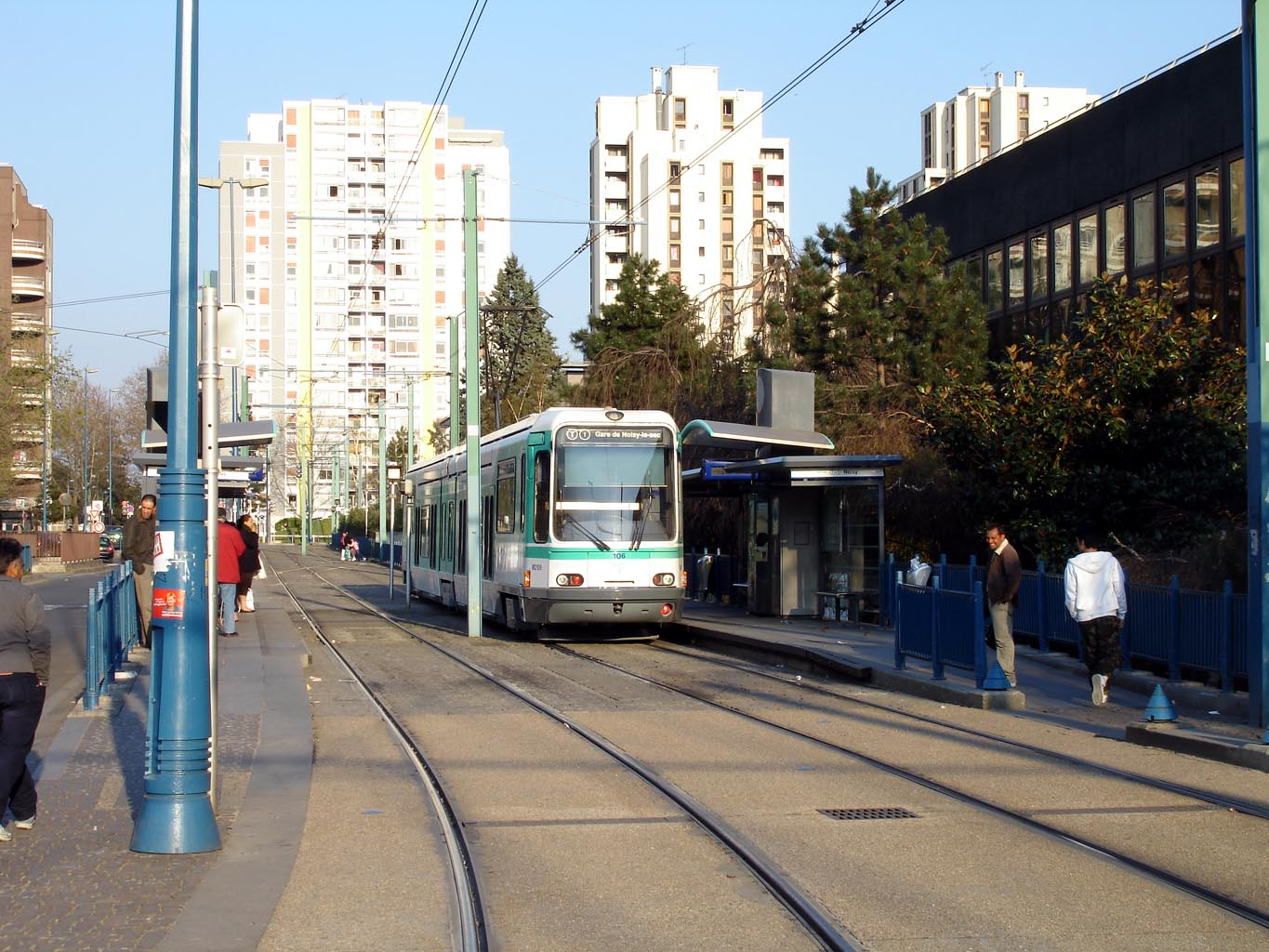
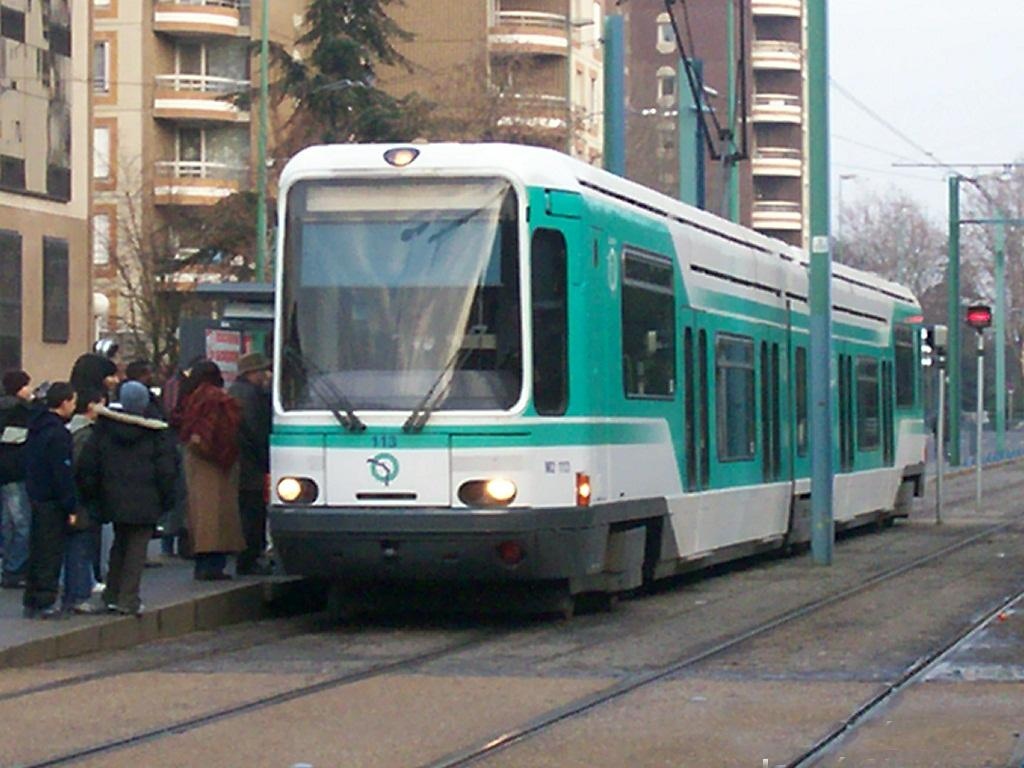
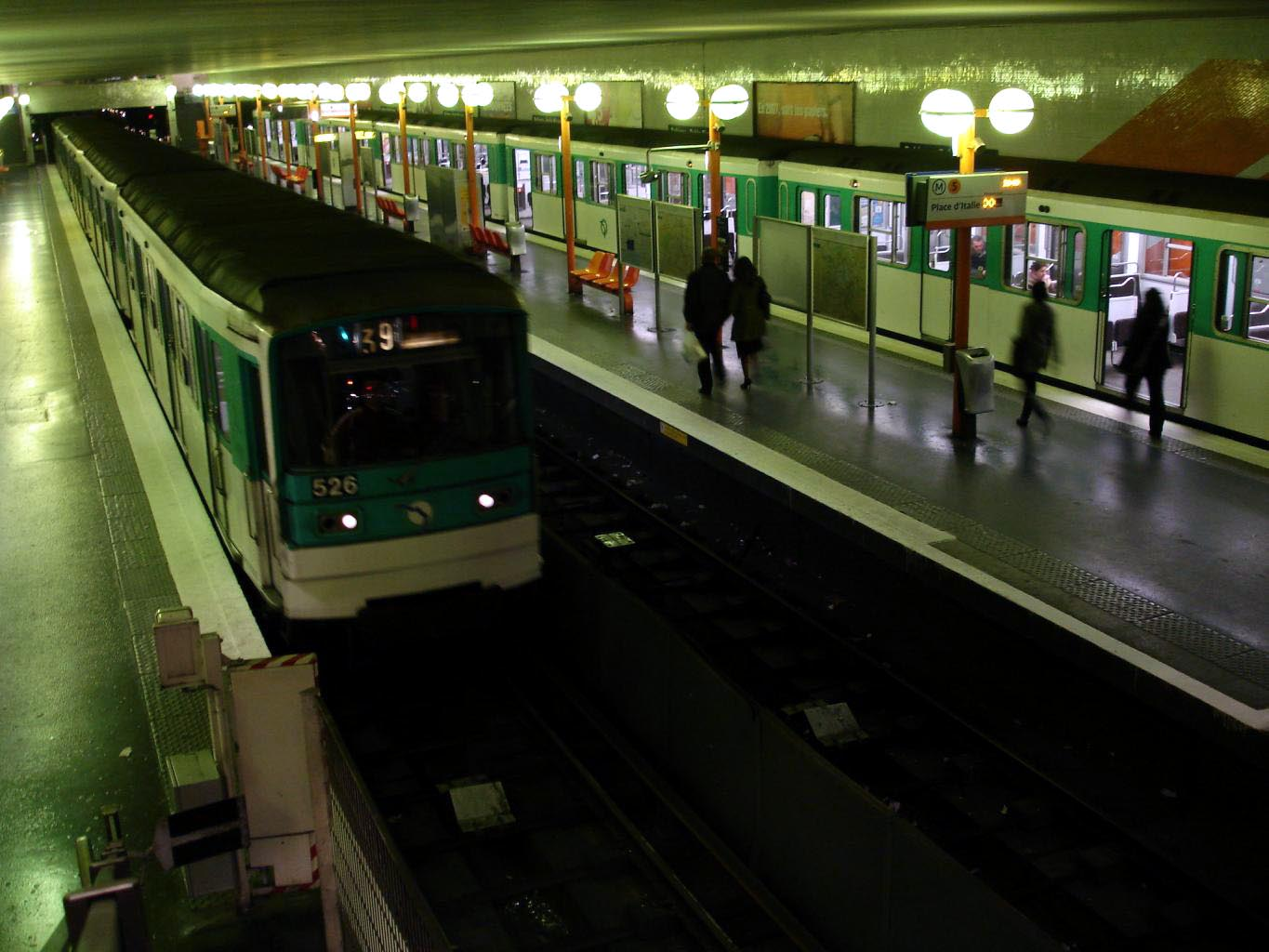